# Demofont (vident)
Demofont (grec antic: Δημοφῶν, llatí: Demophon) va ser un herald i endeví expert en la interpretació de prodigis i en llegir les entranyes dels animals sacrificats.
D'origen desconegut, va estar al servei d'Alexandre el Gran en la seva expedició asiàtica. Diodor de Sicília diu que quan Alexandre es disposava a atacar la ciutat dels mal·lis el 326 aC Demofont s'hi va acostar per a anunciar-li que a partir de determinats presagis preveia que tindria un gran perill a conseqüència d'una ferida que rebria durant un setge. Va aconsellar al rei que deixés durant un temps la ciutat en pau i es dirigís a altres objectius. Alexandre va rebutjar la previsió i va reprendre Demofont per fer trontollar els ànims de l'exèrcit, i va ordenar l'assalt de la ciutat. La versió de Quint Curci Rufus diu que Alexandre va renyar l'endeví dient-li que com s'ho prendria si algú, durant l'examen de les vísceres en un sacrifici, l'interrompés i li donés consells, que ho consideraria una inoportunitat i una molèstia.
Altres endevins, com Aristandre, també havien desaconsellat l'assalt a aquella ciutat, en la qual, a pesar de l'èxit final, el rei va patir serioses dificultats. Flavi Arrià diu que, segons els diaris reials, Demofont va formar part d'una delegació, amb Pitó, Àtal, Peucestes, Cleòmenes, Menides i Seleuc, que una mica abans de la mort d'Alexandre van anar a Babilònia a consultar a Serapis (potser Marduk) per veure si havien de traslladar el rei malalt al seu temple per a ser guarit pel déu.